# Escola monàstica
Una escola monàstica, dins del medievalisme occidental, fou primer de tot, un centre de conservació i difusió de la cultura clàssica i medieval inserida en el si dels monestirs, excel·lint en el cristianisme de St. Agustí d'Hipona (354-430), la filosofia i la ciència dels clàssics. La datació d'aquestes escoles se situa des de la caiguda de l'Imperi Romà -segle v-, fins a l'entrada de la cultura a les escoles catedralícies del segle xii. El llenguatge utilitzat pels monàstics fou el llatí, idioma comú de l'Església medieval per a la litúrgia, els actes religiosos i l'escriptura de la temàtica afí a la societat monacal: Les set arts liberals constituïdes pel trivium i el quadrivium.
Els historiadors situen la fi de l'Imperi Romà d'Occident i en concordança amb l'inici de l'Edat Mitjana, l'any 476. El factor principal de la caiguda de l'Imperi Romà Occidental foren les invasions dels pobles bàrbars provinents de l'est d'Europa i les ordes islàmiques originàries del nord d'Àfrica. Tot i que els bàrbars varen respectar les institucions eclesiàstiques, des del segle v al segle ix, la societat medieval s'endinsà en una època àgrafa i illetrada, un dels períodes medievals anomenat fosc.
La situació a la península Ibèrica fou totalment diferent de la resta del món occidental europeu. El califat de Còrdova mantingué l'esplendor d'Al-Àndalus fins a les portes dels Pirineus, convertint les terres meridionals pirenaiques i fins a l'Ebre, en territoris amb constants ràtzies. Tot i el xoc cultural entre les civilitzacions ibèriques medievals, les influències i intercanvis culturals eren habituals. Cal mencionar l'obra de Ramon Llull (1232-1316) en aquest sentit.
Pocs baluards de la cultura medieval mantingueren la saviesa heretada dels antics. Els monestirs, regits principalment per les regles de Sant Agustí i Sant Benet, foren les institucions teològiques que es captingueren per conservar el llegat grecollatí. És doncs interpretable, que l'Església mitjançant els monestirs, fou la baula necessària i imprescindible per transitar de la societat antiga, dividida entre el discurs lògic del paganisme romà i el discurs mític del cristianisme florent, a una nova societat mítica encotillada en una filosofia dimanant del cristianisme filosòfic agustinià.
Aquest trànsit al cristianisme fou incubat i alletat en el si dels monestirs, condicionats per unes normes de caràcter intern -agustinianes o benedictines-, on als scriptorium, unes sales monàstiques dedicades a la conservació i duplicació de còdex i manuscrits, adoptaren el compromís de salvaguardar i transmetre la cultura antiga i medieval, l'evangelització de la població i a partir de l'ensenyança i estudi de les set arts liberals: gramàtica, retòrica i dialèctica -trivium- i aritmètica, geometria, música i astronomia -quadrivium-, assolirien la definició d'escola monàstica.
A Catalunya, el principal monestir fou el monestir de Santa Maria de Ripoll (c. 880). Destaca per l'àmplia activitat dels scriptorium, per la conservació i duplicació de manuscrits de les set arts liberals, alguns d'ells d'origen àrab: <<... pocos cenobios, dentro y fuera de España, podían compararse con el de Ripoll, por la riqueza de su Scriptorium; solo los más famosos como los de Bobbio, Reichenau. … y no se crea que este esfuerzo cultural de Ripoll fue algo esporádico, anecdótico, sin influencia en el desenvolvimiento de la cultura europea; aparte la formación de Gerberto en Vic y Riopoll y la gran influencia ejercida por él en las escuelas lorenesas, en el escolasticado de Reims, en la corte de Alemania y en Italia, hay que tener en cuenta las íntimas e incesantes relaciones de Ripoll con otros cenobios hermanos del sur de Francia e Italia … y ello nos explica que las copias ripollesas se extendieran pronto por Europa y que a mediados del siglo XI un monje tullido, Hermann Contracto, en el monasterio de Reichenau … ya se beneficiara con aquellos tratados de origen hispanoarábigo. Y esta senda cultural ya no había de abandonarse a lo largo del siglo XI y XII, hasta empalmar con la Escuela de Chartres, predecesora de la Universidad de París… >>.

## Conseqüències de les escoles monàstiques
En l'art, s'ha de destacar la submissió a Déu per servir-lo i representar-lo, amb un art totalment iconogràfic i amb una finalitat molt concreta i precisa: transmetre la paraula de Déu a un públic majoritàriament illetrat, mitjançant unes imatges representatives de les Sagrades Escriptures. L'art romànic, molt present en territori català, és l'expressió gràfica, arquitectònica i perpètua de la paraula de Déu, expressada amb un simbolisme prou clarificador, exempt d'una bellesa purament física i amb una finalitat molt clara: no distreure al fidel amb interpretacions naturalistes. Doncs, l'art excel·leix per una submissió al programa iconogràfic de l'Església reclosa en els monestirs i paral·lel a l'escolàstica paleocristiana. Com a màxim exponent de l'art romànic es troba el Maiestas Domini i el Tetramorf.
En conservar, els monàstics, i de manera latent la cultura dels antics, durant el regnat de Carlemany (742-814) a finals del segle viii, els savis que reglaven els monestirs foren cridats a les corts règies. És a partir d'aquest instant que la cultura dispersa i conservada als monestirs d'arreu dels territoris evangelitzats, quan s'empren la funció d'unificació d'un únic imperi cristià sota la tutela del papat de Roma. Aquest fenomen es va batejar amb el nom del renaixement carolingi, afavorint la creació de les escoles monàstiques tutelades per una màxima autoritat, on la base d'aquest sistema educatiu foren les set arts liberals.
Com a conseqüència del renaixement carolingi, una nova societat medieval sorgí i deixà enrere de manera progressiva el paganisme, la incultura, la feudalització i la societat de subsistència propera a una autarquia minvada de recursos. Fruit d'aquesta nova societat, la població abandonà el món rural, concentrant la població en les ciutats i recapitalitzant empreses d'expansió cristiana.
En el cor de l'Església també ocorregué cert mimetisme. Moltes abadies i monestirs foren abandonades en benefici d'una església catedralícia urbana, on les escoles monàstiques també foren transformades en escoles catedralícies, estilobat de les universitats.